# Ewa Szałańska
Ewa Maria Szałańska z domu Kasprzyk (ur. 17 lutego 1939 w Poznaniu) – polska działaczka partyjna i państwowa, w latach 1975–1979 wicewojewoda leszczyński.

## Życiorys
Córka Stanisława i Anny. Absolwentka Wydziału Prawa i Administracji Uniwersytetu im. Adama Mickiewicza, kształciła się też na kursie na jednej z moskiewskich uczelni (1979). Pełniła funkcję przewodniczącej poznańskiego oddziału powiatowego Towarzystwa Przyjaźni Polsko-Radzieckiej, od 1968 do 1972 sekretarz Prezydium Powiatowej Rady Narodowej w Poznaniu. W 1964 wstąpiła do Polskiej Zjednoczonej Partii Robotniczej. Wchodziła w skład Komisji Organizacyjnej Komitetu Powiatowego PZPR w Poznaniu, pomiędzy 1972 a 1975 starszy instruktor i zastępca kierownika Wydziału Organizacyjnego Komitetu Wojewódzkiego PZPR tamże. W 1975 wybrana zastępcą członka Komitetu Centralnego PZPR. Od 1 czerwca 1975 do 28 lutego 1979 pełniła funkcję wicewojewody leszczyńskiego, jej kandydatura została narzucona przez centralę partyjną. Następnie w latach 1979–1980 była członkiem egzekutywy i sekretarzem KW PZPR w Nowym Sączu. Utraciła ostatnie stanowisko na fali rozliczeń wewnątrz partii, wywołanej protestami NSZZ „Solidarność”, i zarzutami nieprawidłowości oraz niegospodarności.